# Литвинов Володимир Олексійович
Володимир Олексійович Литвинов (нар. 2 жовтня 1934, Рівне) — український скульптор; член Харківської організації Спілки художників України з 1967 року.

## Біографія
Народився 2 жовтня 1934 року на хуторі Рівному (тепер село Донецької області, Україна). Впродовж 1953—1958 років навчався у Дніпропетровському художньому училищі (викладач Олексій Жирадков), впродовж 1958—1964 років — у Харківському художньо-промисловому інституті (викладачі Микола Рябінін, Борис Корольков, Валентин Сизиков, Євген Єгоров, Сергій Солодовник, Віктор Віхтинський).
Жив у Харкові, на Павловому Полі в будинку на проспекі Леніна № 5, мікрорайон № 4, квартира № 3. У 1990-х роках виїхав за кордон.

## Творчість
Працював в галузі станкової скульптури. Серед робіт:
- «Ляна» (1964, у співавторстві з Р. Литвиновою);
- «Ян Гамарник» (1964);
- «У хвилини натхнення» (1965);
- «Фелікс Дзержинський» (1967, пластмаса);
- «Леся Українка» (1968, дерево);
- «Поет револції» (1969, рельєф; кована мідь).

Брав участь у всеукраїнських виставках з 1964 року, всесоюзних з 1966 року.